# 伊勢電気鉄道
伊勢電気鉄道（いせでんきてつどう）とは、大正から昭和初期、三重県地方を中心とする路線を保有した鉄道会社。略称は伊勢電（いせでん）。鉄道国有法で買収された関西鉄道と同じく、本社は三重県四日市市にあった。
伊勢神宮への直通路線を建設し、特急電車の高速運転を行ったが、過剰投資によって経営が悪化し、参宮急行電鉄に吸収合併された。江戸橋駅以北の路線は近畿日本鉄道名古屋線・鈴鹿線などとして現存するが、同駅以南の路線は近鉄伊勢線として残されたものの1961年に廃止された。 
なお、宇治山田市（後、伊勢市）内における路面電車（後に三重交通神都線となり、1961年全廃）を運営していた宮川電気も、1904年（明治37年） - 1922年（大正11年）の一時期に「伊勢電気鉄道」と称していたことがあるが、本項の伊勢電とは資本など直接的関係はない。

## 歴史
伊勢電気鉄道の前身企業は、1911年（明治44年）に伊勢鉄道（現在の第三セクター伊勢鉄道とは無関係）として設立された。
明治40年(1907年)前後、三重県北勢、中勢地域の鉄道路線は関西鉄道（後の関西本線）と参宮線（現在の紀勢本線も含む）が存在した。しかしこれらは内陸の亀山駅を経由したため、沿岸部は鉄道空白地帯であった。津と四日市を線路で結ぼうと計画したのは衆議院議員で伊勢新聞社長の松本恒之助であった。この松本の奔走により鉄道王とよばれた雨宮敬次郎を担ぎだすことに成功するが、雨宮は津と四日市の路線については関西鉄道と並走するため不利とみなし、それより津と歩兵第33連隊の設置の動きのある久居に鉄道をひいたほうがよいとして、松本をはじめ地元の資産家を誘い1906年（明治39年）に伊勢軽便鉄道を設立した。1908年（明治41年）には雨宮が経営する日本各地の軽便軌道8社が合併して大日本軌道伊勢支社（のちの中勢鉄道）となった。雨宮の目論みはあたり経営は順調であった。
もっとも松本ら地元の資産家たちは津-四日市間鉄道を断念したわけではなかった。松本は1910年（明治43年）に津 - 四日市駅間の免許を取得して大日本軌道伊勢支社内に事務所を構えた（1909年（明治42年）になり伊勢軌道として出願、翌年に軽便鉄道法が公布され伊勢鉄道として出願し、10月に免許状が下付された）。
新会社は1911年（明治44年）11月に創立総会を開き資本金50万円（1万株）と松本が社長に就任が決定し、測量が開始された。測量を担当したのは大株主の才賀藤吉が率いる才賀電機商会で機関車や軌条の調達も仲介することになったものの用地買収に手間取り工事着手が延期する。
1913年（大正2年）4月になり用地を取得したところから工事に着手したものの工事中断、1914年（大正3年）6月工事再開。また資金面でも問題が発生。1914年（大正3年）7月に株式の2回目の支払期限であったが、延滞者が続出した。9月、10月に延滞者13人約4000株が失権するという異常事態となり、事件は損害賠償請求として訴訟沙汰となった。失権者には松本恒之助や才賀藤吉、井上徳治郎などの会社役員が含まれていた。裁判は会社側の勝訴となった。
ようやく1915年（大正4年）9月に一身田町 - 白子間を部分開業。1915年（大正4年）から区間開業を重ね、1924年（大正13年）に津市（後の津新地） - 四日市間が開業。この時点では、四日市と津を結ぶことを目的とした、局地的な鉄道会社であった（この段階で国が伊勢鉄道を買収しなかったことが、後年日本鉄道建設公団による伊勢線→現在の伊勢鉄道の建設につながる）。
開業時点では、国鉄との貨車直通を考慮して軌間を1,067mmの狭軌としたが、単線非電化の軽便鉄道とされ路線規格は低く、さらに鉄道技術者に恵まれなかったことや、集落を縫うために（急）曲線が各所に存在する。
伊勢鉄道が大きく飛躍するのは1925年（大正14年）、地元・四日市出身で「東海の飛将軍」と呼ばれた豪腕の有力実業家・熊沢一衛が社長への就任からである。路線を電化し、桑名および大神宮前（伊勢神宮外宮前）への延長や養老電気鉄道の合併（1929年（昭和4年）に実現）などを画策。。
こうして当初から直流1,500V電化による高規格な電化工事が開始され、1926年（大正15年）9月11日には社名を伊勢電気鉄道と改称、同年末から電車運転を開始する。南での伊勢神宮、北での桑名への路線延長も進捗し、当面の路線網拡大を1930年（昭和5年）までにほぼ実現させた。
新規建設区間が比較的高規格（複線電化）の路線となったのに対し、電化前からの既存区間は低規格路線を電化したもので、四日市と津の両市内では、市街地を避けるための強引なルートを取らざるを得ず、極端な急カーブ区間が生まれた（四日市駅北の善光寺カーブが特に著名）。
桑名以北では名古屋への乗り入れを計画したが、世界恐慌の影響や過剰投資、さらに木曽川・長良川・揖斐川（木曽三川）越えのための関西本線旧橋梁払い下げに絡んだ疑獄事件のため、経営難に陥った。
1930年（昭和5年）から始まった五私鉄疑獄事件の裁判では、取締役が収賄容疑で被告となり、1933年（昭和8年）の一審判決で懲役四か月、執行猶予三年の判決。後に検察が控訴して1934年（昭和9年）の二審でも有罪判決、1936年（昭和11年）9月の大審院判決で確定した。
労使紛争なども生じて経営破綻状態となった伊勢電をめぐり、名岐鉄道・愛知電気鉄道（いずれも現在の名古屋鉄道（名鉄）の一部）と参宮急行電鉄（参急、現在の近畿日本鉄道（近鉄）の一部）が争奪をしたが、1936年（昭和11年）9月15日に競合会社であった参宮急行電鉄に合併された。
伊勢神宮へのルートとしては、既に1897年（明治30年）から国鉄参宮線があり、また伊勢電と同年月には大阪からの直通線である大阪電気軌道（大軌）・参宮急行電鉄の路線（現：近鉄大阪線・山田線）も開業していた。参急の計画が進んでいた頃、同社側では「伊勢電と参急は提携し、参急は伊勢への路線を、伊勢電は名古屋への路線を建設して、共存共栄を図るべきだ」という提案を伊勢電に対してしたことがあった。これには、既に名古屋への進出を目論んでいた参急が、京阪電気鉄道系の名古屋急行電鉄（建設されずに未成線となった）による大阪 - 名古屋間の路線が建設される前に、一部提携であっても自社の関与による同区間の運転実績をつくっておきたいという思惑も隠れていた。
しかし伊勢電側は、大阪系資本の企業である参急に対して（地元企業としての誇りから）対抗意識があり、提携案に応じようとせず、逆に競合する伊勢への路線を優先して建設した。これに多くの資金を使ったものの、参急を脅かす路線とはなり得ず、結果的にこれが同社の致命傷となった。東海道本線とは大垣駅で接続していたものの、伊勢電経営の悪要因としては、やはり大都市である名古屋に直結でき得なかったことが、利用客が伸び悩む決定打であり、3路線競合の過当競争の中で脱落せざるを得なかったといえる。
桑名以北からの名古屋直通は、伊勢電気鉄道が参宮急行電鉄に吸収合併された後の1938年（昭和13年）に、参宮急行電鉄系列の関西急行電鉄（関急電）の手によって実現している。その後いくらかの変遷を経て、戦時下の1944年（昭和19年）、国策による大規模合併で近畿日本鉄道（近鉄）が発足し、同社の路線となった。
なお前述の通り、伊勢電気鉄道を起源とする名古屋線などは軌間が1,067mmとなっていたが、そのうち名古屋線と鈴鹿線に関しては1959年（昭和34年）に伊勢湾台風で甚大な被害を受けたのを契機に、大阪電気軌道・参宮急行電鉄が敷設した路線と共通の1,435mm（標準軌）に改め、大阪 - 名古屋間の直通運転を実現させている。また随所に存在した急カーブ区間・単線区間なども、1942年（昭和17年）に山田線と競合するという事情で廃止した新松阪 - 大神宮前間で用いられていた資材を使うなどして、戦時中から昭和30年代までに多くを解消した。

### 年表
- 1910年（明治43年）10月20日伊勢鉄道に対し鉄道免許状下付（津 - 四日市間）[11]。
- 1911年（明治44年）11月10日前身となる伊勢鉄道が設立[12][13]。
- 1915年（大正4年）9月10日一身田町 - 白子間開業[14]。
- 1916年（大正5年）1月9日白子 - 千代崎間開業[15]。
- 1917年（大正6年）
  - 1月1日津市（後の部田)- 一身田町間開業[16]。
  - 12月22日千代崎 - 楠間開業[17]。
- 1919年（大正8年）10月25日楠 - 海山道間開業[18]。
- 1920年（大正9年）1月26日旭電気鉄道に対し鉄道免許状下付（愛知郡常盤村 - 西春日井郡枇杷島町）[19]。
- 1922年（大正11年）3月1日海山道 - 四日市間開業[20]。
- 1924年（大正13年）4月3日部田（津市から改称)- 津市（後の津新地）間開業[21]。
- 1925年（大正14年）12月20日伊勢若松 - 伊勢神戸（現在の鈴鹿市）間開業[22]。
- 1926年（大正15年）
  - 9月11日熊沢一衛が社長に就任。同時に社名を伊勢電気鉄道（伊勢電）へ改称。
  - 9月22日揖斐川電気より鉄道敷設権譲受（許可）（桑名郡大山田村-四日市市間）[23]。
  - 10月28日本店を四日市市浜田3698番地に移転[24]。
- 1926年（昭和元年）12月26日津新地 - 四日市間、伊勢若松 - 伊勢神戸間の電化が完成。
- 1927年（昭和2年）
  - 3月四日市鉄道の全株式を取得し傘下に収める。
  - 4月19日鉄道免許状下付（津市 - 飯南郡松阪町間）[25]。
  - 8月三重鉄道の全株式を取得し傘下に収める。
  - 12月27日鉄道免許状下付（飯南郡松阪町 - 宇治山田市愛宕町間）[26]。
- 1928年（昭和3年）11月2日鉄道免許状下付（桑名郡大山田村 - 名古屋市中区南生野町間）[27]。
- 1929年（昭和4年）
  - 1月30日四日市 - 桑名間開業（複線）[28]。
  - 6月19日鉄道免許状下付（三重郡日永村 - 同郡塩浜村間）[29]。
  - 10月1日養老電気鉄道を合併[30][31]。
- 1930年（昭和 5年）
  - 4月1日津新地 - 新松阪間開業（複線）[32]
  - 12月25日新松阪 - 大神宮前間開業（複線）[33]。
- 1931年（昭和 6年）8月19日楠 - 塩浜間複線化。
- 1932年（昭和7年）
  - 2月10日旭電気鉄道（未成線）を合併[12]。
  - 5月27日強制管理決定（大垣 - 養老間、大垣 - 池野間）[34]。
- 1935年（昭和10年）
  - 12月桑名 - 大神宮前間で特急「はつひ」（初日）・「かみち」（神路）運行開始（近鉄特急史#伊勢電気鉄道参照）。
  - 12月23日関西急行電鉄に鉄道敷設権（桑名 - 名古屋間）譲渡許可[35][36]。
  - 12月26日鉄道免許失効（名古屋市中区長良町-同市西区枇杷島町間 元旭電気鉄道 工事施工ノ認可ヲ受ケサルタメ）[37]。
- 1936年（昭和11年）
  - 5月20日伊勢電気鉄道が養老線（桑名 - 揖斐間）を養老電鉄へ譲渡[38]。
  - 9月15日伊勢電気鉄道は参宮急行電鉄（参急）と合併、本線は同社の名古屋伊勢本線となる[39]。

## 路線
- 本線（桑名駅 - 大神宮前駅） 82.7km
  - 参宮急行電鉄合併後は名古屋伊勢本線となる。桑名 - 江戸橋間は近鉄名古屋線として現存。江戸橋 - 大神宮前間は廃止。
    - 1940年（昭和15年）1月1日 関西急行電鉄を合併、参急名古屋 - 桑名間を名古屋伊勢本線に編入。
    - 1941年（昭和16年）3月15日 関西急行鉄道発足に伴う路線名整理により、名古屋伊勢本線参急名古屋 - 江戸橋間および津線江戸橋 - 関急中川間が名古屋線、江戸橋 - 大神宮前間が伊勢線となる。
    - 1942年（昭和17年）8月11日 新松阪 - 大神宮前間廃止公告。残存区間は単線化
    - 1961年（昭和36年）1月22日 江戸橋 - 新松阪間廃止（1959年の伊勢湾台風被災後もこの区間に限っては、名古屋線・鈴鹿線のように改軌（1,067mm→1,435mm）は行わずに復旧された）
- 養老線（桑名駅 - 揖斐駅） 57.6km
  - 現在の養老鉄道養老線。2007年（平成19年）10月1日に近鉄から経営移管。線路などの施設や車両などは2018年（平成30年）1月1日に近鉄から養老線管理機構へ譲渡。
- 神戸支線（伊勢若松駅 - 伊勢神戸駅） 3.9km
  - 現在の近鉄鈴鹿線。1963年（昭和38年）に平田町駅まで延伸され鈴鹿線と改称

## 駅一覧
1934年（昭和9年）12月15日現在。

### 本線
- 全駅三重県に所在[40]。

| 駅名         | 駅間 キロ | 営業 キロ | 貨物 キロ | 接続路線                                                                                  | 所在地       | 所在地       |
| ------------ | --------- | --------- | --------- | ----------------------------------------------------------------------------------------- | ------------ | ------------ |
| 桑名駅       | -         | 0.0       | 0.0       | 伊勢電気鉄道：養老線 鉄道省：関西本線 北勢電気鉄道（西桑名駅） 桑名電軌（桑名駅前停留場） | 桑 名 郡     | 西桑名町     |
| 益生駅       | 1.0       | 1.0       | -         |                                                                                           | 桑 名 郡     | 桑名町       |
| 町屋駅       | 1.4       | 2.4       | -         |                                                                                           | 桑 名 郡     | 桑部村       |
| 朝日駅       | 1.2       | 3.6       | -         |                                                                                           | 三 重 郡     | 朝日村       |
| 川越駅       | 1.7       | 5.3       | -         |                                                                                           | 三 重 郡     | 川越村       |
| 富洲原駅     | 1.3       | 6.6       | 6.6       |                                                                                           | 三 重 郡     | 富洲原町     |
| 西富田駅     | 1.2       | 7.8       | 7.8       | 鉄道省：関西本線（富田駅） 三岐鉄道：三岐線（富田駅）                                     | 三 重 郡     | 富田町       |
| 霞ヶ浦駅 a   | 1.7       | 9.5       | -         |                                                                                           | 三 重 郡     | 羽津村       |
| 羽津駅 a     | 0.7       | 10.2      | 10.2      |                                                                                           | 三 重 郡     | 羽津村       |
| 阿倉川駅     | 0.7       | 10.9      | 10.9      |                                                                                           | 四日市市     | 四日市市     |
| 川原町駅     | 1.0       | 11.9      | -         |                                                                                           | 四日市市     | 四日市市     |
| 西町駅       | 0.5       | 12.4      | -         |                                                                                           | 四日市市     | 四日市市     |
| 諏訪駅       | 0.9       | 13.3      | 13.3      | 三重鉄道                                                                                  | 四日市市     | 四日市市     |
| 四日市駅     | 0.9       | 14.2      | 14.2      | 鉄道省：関西本線                                                                          | 四日市市     | 四日市市     |
| 海山道駅     | 2.8       | 17.0      | -         |                                                                                           | 三重郡日永村 | 三重郡日永村 |
| 塩浜駅       | 1.2       | 18.2      | 18.2      |                                                                                           | 四日市市     | 四日市市     |
| 北楠駅       | 1.6       | 19.8      | -         |                                                                                           | 三重郡楠村   | 三重郡楠村   |
| 楠駅         | 1.7       | 21.5      | 21.5      |                                                                                           | 三重郡楠村   | 三重郡楠村   |
| 箕田駅       | 2.3       | 23.8      | -         |                                                                                           | 河 芸 郡     | 箕田村       |
| 伊勢若松駅   | 2.0       | 25.8      | 25.8      | 伊勢電気鉄道：神戸支線                                                                    | 河 芸 郡     | 若松村       |
| 千代崎駅     | 1.6       | 27.4      | -         |                                                                                           | 河 芸 郡     | 玉垣村       |
| 白子駅       | 2.9       | 30.3      | 30.3      |                                                                                           | 河 芸 郡     | 白子町       |
| 鼓ヶ浦駅     | 1.2       | 31.5      | -         |                                                                                           | 河 芸 郡     | 白子町       |
| 磯山駅       | 1.9       | 33.4      | 33.4      |                                                                                           | 河 芸 郡     | 栄村         |
| 伊勢上野駅 b | 2.9       | 36.3      | 36.3      |                                                                                           | 河 芸 郡     | 上野村       |
| 豊津浦駅 b   | 1.7       | 38.0      | 38.0      |                                                                                           | 河 芸 郡     | 豊津村       |
| 逆川駅       | 2.3       | 40.3      | -         |                                                                                           | 河 芸 郡     | 栗真村       |
| 高田本山駅   | 1.3       | 41.6      | 41.6      |                                                                                           | 河 芸 郡     | 一身田町     |
| 江戸橋駅     | 1.8       | 43.4      | -         |                                                                                           | 津市         | 津市         |
| 伊勢電津駅   | 1.0       | 44.4      | 44.4      | 鉄道省：参宮線（津駅） 参宮急行電鉄：津支線（津駅）                                       | 津市         | 津市         |
| 津新地駅     | 1.4       | 45.8      | 45.8      |                                                                                           | 津市         | 津市         |
| 津海岸駅     | 1.0       | 46.8      | -         |                                                                                           | 津市         | 津市         |
| 阿漕浦駅     | 1.2       | 48.0      | -         |                                                                                           | 津市         | 津市         |
| 結城神社前駅 | 1.1       | 49.1      | 49.1      |                                                                                           | 安濃郡藤水村 | 安濃郡藤水村 |
| 米津駅       | 1.5       | 50.6      | -         |                                                                                           | 安濃郡藤水村 | 安濃郡藤水村 |
| 雲出駅       | 2.1       | 52.7      | -         |                                                                                           | 一 志 郡     | 雲出村       |
| 香良洲駅     | 1.3       | 54.0      | 54.0      |                                                                                           | 一 志 郡     | 雲出村       |
| 小野江駅     | 1.2       | 55.2      | -         |                                                                                           | 一 志 郡     | 小野江村     |
| 天白駅       | 1.8       | 57.0      | -         |                                                                                           | 一 志 郡     | 天白村       |
| 米ノ庄駅     | 2.2       | 59.2      | 59.2      |                                                                                           | 一 志 郡     | 米ノ庄村     |
| 松江駅       | 2.4       | 61.6      | -         |                                                                                           | 飯 南 郡     | 松江村       |
| 松阪北口駅   | 0.7       | 62.3      | -         |                                                                                           | 飯 南 郡     | 松江村       |
| 本居神社前駅 | 0.8       | 63.1      | -         |                                                                                           | 飯 南 郡     | 花岡村       |
| 新松阪駅     | 0.8       | 63.9      | 63.9      |                                                                                           | 飯 南 郡     | 花岡村       |
| 花岡駅       | 0.6       | 64.5      | -         | 松阪電気鉄道：松阪線                                                                      | 松阪市       | 松阪市       |
| 徳和駅       | 2.4       | 66.9      | -         | 鉄道省：参宮線                                                                            | 松阪市       | 松阪市       |
| 上櫛田駅     | 2.3       | 69.2      | 69.2      |                                                                                           | 飯南郡       | 櫛田村       |
| 漕代駅 c     | 1.3       | 70.5      | -         |                                                                                           | 飯南郡       | 漕代村       |
| 南斎宮駅     | 1.9       | 72.4      | -         |                                                                                           | 多気郡       | 斎宮村       |
| 南明星駅     | 2.2       | 74.6      | -         |                                                                                           | 多気郡       | 明星村       |
| 伊勢有田駅   | 2.5       | 77.1      | -         |                                                                                           | 度会郡       | 有田村       |
| 川端駅       | 3.6       | 80.7      | -         |                                                                                           | 度会郡       | 城田村       |
| 宮川堤駅     | 0.6       | 81.3      | -         |                                                                                           | 宇治山田市   | 宇治山田市   |
| 山田西口駅   | 0.3       | 81.6      | -         |                                                                                           | 宇治山田市   | 宇治山田市   |
| 常盤町駅     | 0.6       | 82.2      | -         |                                                                                           | 宇治山田市   | 宇治山田市   |
| 大神宮前駅   | 0.5       | 82.7      | -         |                                                                                           | 宇治山田市   | 宇治山田市   |

- 新正駅、長太ノ浦駅、白塚駅は伊勢電気鉄道当時は未開業。千里駅は1921年に一度廃止された後、1943年に再開業[41]。
- a 当時の霞ヶ浦駅は1943年に廃止。現在の霞ヶ浦駅はその後に隣の羽津駅を改称したもの[41]。
- b 伊勢上野駅（1987年開業の伊勢鉄道伊勢上野駅とは別の駅）と豊津浦駅は1943年に統合されて豊津上野駅となっている[41]。
- c 伊勢電（伊勢線）漕代駅と関急電（山田線）漕代駅は同時期に併存していない。山田線漕代駅が新設されたのは伊勢線新松阪 - 大神宮前間廃止後の1943年である[42]。

### 神戸支線
- 全駅三重県に所在[40]。

| 駅名       | 駅間 キロ | 営業 キロ | 貨物 キロ | 接続路線           | 所在地 | 所在地 |
| ---------- | --------- | --------- | --------- | ------------------ | ------ | ------ |
| 伊勢若松駅 | -         | 0.0       | 25.8      | 伊勢電気鉄道：本線 | 河芸郡 | 若松村 |
| 柳駅       | 2.0       | 2.0       | -         |                    | 河芸郡 | 玉垣村 |
| 伊勢神戸駅 | 1.9       | 3.9       | 29.7      |                    | 河芸郡 | 神戸町 |

- 貨物キロは桑名駅起点[40]。

### 養老線
| 駅名         | 駅間 キロ | 営業 キロ | 貨物 キロ | 接続路線                                                                                | 所在地   | 所在地   | 所在地   |
| ------------ | --------- | --------- | --------- | --------------------------------------------------------------------------------------- | -------- | -------- | -------- |
| 桑名駅       | -         | 0.0       | 0.0       | 伊勢電気鉄道：本線 鉄道省：関西本線 北勢電気鉄道（西桑名駅） 桑名電軌（桑名駅前停留場） | 三 重 県 | 桑 名 郡 | 西桑名町 |
| 下深谷駅     | 4.0       | 4.0       | 4.0       |                                                                                         | 三 重 県 | 桑 名 郡 | 深谷村   |
| 下野代駅     | 2.6       | 6.6       | 6.6       |                                                                                         | 三 重 県 | 桑 名 郡 | 野代村   |
| 多度駅       | 2.0       | 8.6       | 8.6       |                                                                                         | 三 重 県 | 桑 名 郡 | 多度村   |
| 美濃松山駅   | 3.3       | 11.9      | 11.9      |                                                                                         | 岐 阜 県 | 海 津 郡 | 石津村   |
| 石津駅       | 2.3       | 14.2      | 14.2      |                                                                                         | 岐 阜 県 | 海 津 郡 | 石津村   |
| 美濃山崎駅   | 2.0       | 16.2      | 16.2      |                                                                                         | 岐 阜 県 | 海 津 郡 | 城山村   |
| 駒野駅       | 3.6       | 19.8      | 19.8      |                                                                                         | 岐 阜 県 | 海 津 郡 | 城山村   |
| 美濃津屋駅   | 4.7       | 24.5      | 24.5      |                                                                                         | 岐 阜 県 | 養 老 郡 | 下多度村 |
| 養老駅       | 4.4       | 28.9      | 28.9      |                                                                                         | 岐 阜 県 | 養 老 郡 | 上多度村 |
| 美濃高田駅   | 2.9       | 31.8      | 31.8      |                                                                                         | 岐 阜 県 | 養 老 郡 | 高田村   |
| 烏江駅       | 2.8       | 34.6      | 34.6      |                                                                                         | 岐 阜 県 | 養 老 郡 | 高田村   |
| 友江駅       | 2.9       | 37.5      | 37.5      |                                                                                         | 岐 阜 県 | 安八郡   | 多芸島村 |
| 美濃青柳駅   | 2.0       | 39.5      | -         |                                                                                         | 岐 阜 県 | 安八郡   | 南杭瀬村 |
| 西大垣駅     | 1.8       | 41.3      | 41.3      |                                                                                         | 岐 阜 県 | 大垣市   | 大垣市   |
| （貨）新室駅 | 1.0       | 42.3      | 42.3      |                                                                                         | 岐 阜 県 | 大垣市   | 大垣市   |
| 大垣駅       | 0.8       | 43.1      | 43.1      | 鉄道省：東海道本線                                                                      | 岐 阜 県 | 大垣市   | 大垣市   |
| （貨）室駅   | 1.1       | 44.2      | 44.2      |                                                                                         | 岐 阜 県 | 大垣市   | 大垣市   |
| （貨）河間駅 | 2.2       | 46.4      | 46.4      |                                                                                         | 岐 阜 県 | 大垣市   | 大垣市   |
| 東赤坂駅     | 1.2       | 47.6      | 47.6      |                                                                                         | 岐 阜 県 | 安八郡   | 南平野村 |
| 広神戸駅     | 2.8       | 50.4      | 50.4      |                                                                                         | 岐 阜 県 | 安八郡   | 神戸町   |
| 池野駅       | 3.2       | 53.6      | 53.6      |                                                                                         | 岐 阜 県 | 揖斐郡   | 池田村   |
| 美濃本郷駅   | 1.7       | 55.3      | 55.3      |                                                                                         | 岐 阜 県 | 揖斐郡   | 本郷村   |
| 揖斐駅       | 2.3       | 57.6      | 57.6      |                                                                                         | 岐 阜 県 | 揖斐郡   | 養基村   |

- 播磨駅、大外羽駅、北大垣駅、北神戸駅は伊勢電気鉄道当時は未開業。

## 輸送・収支実績
| 年度 | 乗客（人） | 貨物量（トン） | 営業収入（円） | 営業費（円） | 益金（円） | その他益金（円）    | その他損金（円）                    | 支払利子（円） | 政府補助金（円） | 備考       |
| ---- | ---------- | -------------- | -------------- | ------------ | ---------- | ------------------- | ----------------------------------- | -------------- | ---------------- | ---------- |
| 1915 | 16,999     | 6              | 1,993          | 1,830        | 163        |                     |                                     | 201            | 1,481            |            |
| 1916 | 105,990    | 93             | 15,426         | 11,424       | 4,002      |                     | 雑損金887                           | 1,379          | 12,360           |            |
| 1917 | 262,635    | 2,505          | 28,047         | 22,505       | 5,542      |                     |                                     | 231            | 16,083           |            |
| 1918 | 364,372    | 5,072          | 45,673         | 37,858       | 7,815      |                     | 167                                 | 11,974         | 21,806           | [ 備考 1 ] |
| 1919 | 326,884    | 10,971         | 58,687         | 62,568       | ▲ 3,881    |                     | 1,537                               | 16,462         | 58,112           | [ 備考 2 ] |
| 1920 | 377,335    | 13,998         | 97,100         | 79,944       | 17,156     |                     | 340                                 | 19,190         | 24,961           | [ 備考 3 ] |
| 1921 | 333,557    | 10,814         | 92,056         | 78,677       | 13,379     |                     |                                     |                | 37,131           |            |
| 1922 | 439,716    | 19,067         | 130,275        | 121,212      | 9,063      |                     |                                     |                | 59,549           | [ 備考 4 ] |
| 1923 | 595,810    | 31,545         | 182,959        | 139,725      | 43,234     |                     | 2,732                               | 22,068         | 70,549           |            |
| 1924 | 673,025    | 43,812         | 197,097        | 172,698      | 24,399     |                     | 301                                 | 25,511         | 85,533           |            |
| 1925 | 712,526    | 48,841         | 197,786        | 177,381      | 20,405     |                     |                                     | 23,890         | 95,619           |            |
| 1926 | 875,704    | 49,841         | 231,941        | 192,259      | 39,682     |                     | 雑損1,288                           | 36,381         | 96,071           |            |
| 1927 | 1,610,511  | 49,404         | 323,682        | 221,833      | 101,849    |                     | 雑損7,495                           | 92,680         | 103,612          |            |
| 1928 | 2,019,284  | 49,439         | 396,309        | 230,513      | 165,796    | 土地814             | 雑損8,000                           | 79,184         | 89,467           |            |
| 1929 | 4,255,338  | 81,169         | 709,272        | 359,409      | 349,863    | 土地9,770           | 雑損その他4,845                     | 173,917        | 98,409           | [ 備考 5 ] |
| 1930 | 7,526,960  | 227,164        | 1,388,104      | 736,934      | 651,170    | 土地自動車13,332    | 雑損30,208                          | 410,421        | 81,618           | [ 備考 6 ] |
| 1931 | 7,723,144  | 188,091        | 1,557,569      | 791,959      | 765,610    |                     | 土地その他20,626、雑損104           | 741,111        | 85,617           | [ 備考 7 ] |
| 1932 | 6,791,286  | 197,746        | 1,415,678      | 1,101,942    | 313,736    |                     | 土地26,637、償却金330,476           | 825,557        | 69,512           |            |
| 1933 | 6,608,909  | 232,381        | 1,390,176      | 816,894      | 573,282    |                     | 土地20,475、雑損130,714             | 470,555        | 51,460           |            |
| 1934 | 6,798,921  | 298,716        | 1,490,566      | 866,157      | 624,409    |                     | 土地その他20,755、雑損償却金179,007 | 441,420        | 31,663           |            |
| 1935 | 6,948,819  | 304,890        | 1,522,706      | 871,965      | 650,741    | 債務免除金34,711    | 土地その他26,765、雑損償却金256,562 | 486,218        | 17,619           |            |
| 1936 | 6,108,570  | 236,655        | 1,286,721      | 781,804      | 504,917    | 債務免除金3,097,225 | 土地その他20,663、雑損償却金550,442 | 300,175        | 2,363            |            |

1. ↑  高田本山専修寺の参詣客の増加による。
2. ↑  2度にわたる運賃改定により運賃収入の微増。
3. ↑  高田本山専修寺の参詣客の増加による。
4. ↑  津市-四日市間の開業による増加。
5. ↑  四日市-桑名間の開業と養老電気鉄道の合併による増加。
6. ↑  津新地-新松阪間の開業による増加。
7. ↑  新松阪-大神宮前間が開業したものの昭和恐慌の影響で微増。

- 鉄道院鉄道統計資料、鉄道省鉄道統計資料、鉄道統計資料、鉄道統計各年度版、備考欄は『近畿日本鉄道100年のあゆみ』120頁

## 車両

### 電車
電車については、電化当初の1926 - 1927年に製造された15m級の手動加速・SME直通ブレーキ付き小型車グループと、大神宮前延長による高速運転に備えて1928 - 1930年に製造された17m級の自動加速・自動空気ブレーキ付き中型車グループに大別される。線の細い直線基調のボディスタイルを旨とし、一部は窓上に半円形の飾り窓を備えていたことも特徴である。大半の形式が独立した乗務員室扉を持たず、また電動車はデハ121形以外全て手小荷物室を設置しているなど、ローカル色の強いレイアウトでもあった。

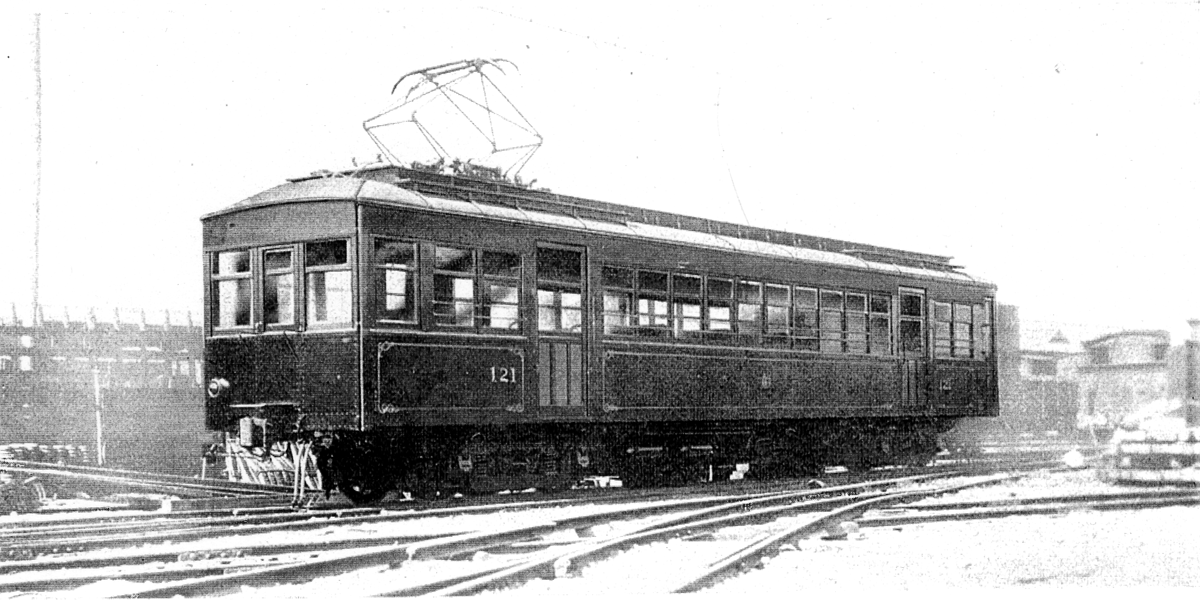
デハ121形（メーカーカタログ写真）

デハニ101形・デハニ111形
デハ121形
1926年に製造した半鋼製電車。愛知電気鉄道電7形の準同型車。車体は電7形と同一図面に基づいて製作されたため完全同型だが、電装品は両社でそれぞれ在来車と共通の機器を搭載したため異なる。終始ローカル運用に充当され、伊勢線や養老線などで運用された。1971年全廃。
デハニ131形
クハ451形・クハ461形
四日市 - 桑名間延長線の開業に備え、1928年と1929年に製造した17m級半鋼製電車。当初、クハ451形は付随車として新造され、クハ461形の増備の際に制御車に改造された。アメリカのインターアーバンで流行していた半月形の飾り窓が妻窓を含む各窓の幕板部に設けられていた。制御器などの仕様は後述のデハニ201形およびデハニ211形に準じる。ただし、これらは実際には同系車同士のペアを組んで運用されたことはほとんどなかった。長距離運用に適した便所付きであったことから、付随車への改造を実施されつつ戦後も長く名古屋線急行車として使用された。1974年全廃。
デハニ201形・デハニ211形
1928年に製造した17m級半鋼製電車。両形式とも車体設計は共通で、先行するクハ451形に準じる。ただし、制御器がデハニ201形はゼネラル・エレクトリック社製PC自動加速制御器、デハニ211形がこれをライセンス生産した芝浦製作所RPCと異なっていたことから別形式が与えられた。もっとも制御シーケンスは共通で取り扱いには差違が存在しなかったことから関西急行鉄道発足時に形式統合され、モニ6201形となった。同時期製作の制御車2形式とは異なり、終始地味なローカル運用に使用され、戦後は養老線を経て伊賀線で使用された。1977年全廃。
デハニ221形
1929年に製造した増備車で、側窓は飾り窓のない2段窓に変更されている。座席はデハニ201形・デハニ211形同様ロングシート。主電動機は1時間定格出力75kWの東洋電機製造TDK-528-Aで、末尾の-Aというサフィックスが示す通り、日本の中型電車用吊り掛け式電動機を代表する傑作として知られるTDK-528系の初号モデルに当たる。後に近鉄モニ6221形となり、1979年全廃。
デハニ231形
伊勢電が1930年の大神宮前延長に際して下記のクハ471形と共に優等列車用に製造した、転換クロスシートの17m級車で、同社最後の新製増備車。デハニ221に搭載されたTDK-528-Aの改良モデルに当たる1時間定格出力104kWの東洋電機製造TDK-528-Cを主電動機として搭載し、クハ471形と編成を組んで特急「はつひ」・「かみち」にも使用された。事故復旧時に関西急行電鉄モハ1形と同型の車体に新製交換された2両（後の近鉄モ6241形）を除く10両が関西急行鉄道発足時にモニ6231形となったが、戦後は伊勢電伝統の手荷物室付き、しかも乗務員扉なしの車体構造が災いし、転換クロスシート車のまま電装解除の上で制御車となり、一旦は全車が養老線や伊賀線で使用された。その後、4両が南大阪線の快速「かもしか」用に抜擢され、南大阪線用木造車からの機器流用で再度電装、荷物室撤去や内装の近代化などを実施の上でモ5820形となった。1983年全廃。
クハ471形
制御車で、デハニ231形の同系車。関西急行鉄道発足時にク6471形となり、戦後は便所付きの制御車であったことからモ6301形と組んで近鉄名古屋線の名阪有料特急にも抜擢された。その後も名古屋線急行車として重用された。1973年全廃。

### 電気機関車
- 501形
- 511形
- 521形

## 廃線後の江戸橋以南
- 江戸橋以南の区間は廃線後「近鉄伊勢線バス」として、鉄道のルートに沿った近鉄直営のバス路線が新設されたが、1963年10月15日に近鉄系列の三重交通に路線移管された。
- 三重交通移管後、津市内、松阪市内の路線が整理され、廃線跡の一部ルートにはバスが通じていない。
なお、2005年9月30日に小野江 - 松阪間の路線バスが廃止されたため、一時、津 - 松阪間の旧伊勢線沿線のうち、天白（三雲地域振興局）バス停以南をバスでたどることが不可能となったが、2006年12月20日に三雲地域振興局バス停以南が三雲・松阪港コミュニティバスとして復活した。現在、全くバスが通じていないのは、松阪駅前 - 早馬瀬口 - 千引神社前間（松阪駅前 - 早馬瀬口間は2008年3月31日限りで廃止、早馬瀬口 - 千引神社前間は2019年9月30日限りで廃止）となっている。
- 松阪市内の旧伊勢線敷地には、「近鉄道路」と呼ばれる道路があり、松ヶ崎駅、徳和駅では、線路の上を高架橋がわたっている。
徳和以南の一部は、戦後有料道路の参宮有料道路となったが、その後無料化され国道23号となり、現在は三重県道37号鳥羽松阪線となっている。
- 津市内の近鉄道路には、岩田川にかかる当時の鉄道線の鉄橋を流用したものが2019年12月24日まで使われていた（岩田川橋梁、道路橋としては「津興橋」）。また旧駅付近の側道や接続する道路の配置、ホーム跡、緩やかなカーブなどがかつての鉄道線の面影を残している。この辺りも「近鉄道路」と呼ばれる。
- 新松阪駅跡は三重交通の新松阪バスターミナルとして使われていたが、施設統合でバスターミナルは廃止され、その後バス停も廃止された。現在、新松阪駅跡には、デニーズ（ファミリーレストラン）、百五銀行等が建っている。
- 廃線に際し、三雲村（当時）が近鉄に、山田線伊勢中原 - 松ヶ崎間に米ノ庄駅の代替駅を設置することを要望したが、実現していない。また、近鉄山田線東松阪 - 櫛田間の駅間距離は3.5kmあるが、上櫛田駅の代替駅に相当する駅は設置されていない。
- 鉄道敷設法別表75-3には、津から伊勢市への路線があり、伊勢線（現、伊勢鉄道）の延長として国鉄南伊勢線が計画されたこともあった。この箇所は1961年に条文追加されており、近鉄伊勢線廃止および名古屋線の改軌に伴って代替路線を求めたものと考えられる。1962年4月11日の衆議院運輸委員会において運輸省鉄道監督局長の岡本悟は、伊勢線と合わせて「四日市及びその周辺における工業地帯と松阪及び伊勢市の工業地帯を相互に結んで一体をなす大工業地帯造成を助成する」ことが目的で、近鉄が最近広軌（標準軌）に統一したため、国鉄との貨車の授受が不可能となり貨物営業を廃止したので、「これら一連の工業地帯に出入する貨物に対する輸送対策として、重要な路線となる」と説明している[43]。